# 유로비전 송 콘테스트 2008

녹색은 참가국, 빨강은 결승전에 올라가지 못한 나라, 노랑은 과거에 참여한 적이 있으나 2008년 콘테스트에 참가하지 않은 나라를 가리킨다.

유로비전 송 콘테스트 2008(Eurovision Song Contest 2008)은 제53회 콘테스트이다. 마리아 셰리포비치가 핀란드 헬싱키에서 열린 2007년 콘테스트에서 우승함에 따라 세르비아의 베오그라드에서 개최되었다. 두 개의 준결승전이 펼쳐친 최초의 콘테스트였는데 이 준결승전은 2008년 5월 20일, 22일에 개최되었고, 2008년 5월 24일에 결승전이 열렸다. 세르비아 국영방송(RTS)이 방송 진행을 맡았다.
2008년 1월 Eurovision.tv는 콘테스트의 주제를 공개하였다.: "The Confluence of Sound"(소리의 합류) 이는 사바강과 도나우강의 합류 지점의 베오그라드 지역에서 영감을 얻은 것이다.